# La colpa di Giovanna
La colpa di Giovanna è un film muto italiano del 1914 diretto da Ugo Falena.